# جوردون جاي روسل
جوردون جاي روسل (بالإنجليزية: Gordon J. Russell) (و. 1859 – 1919 م) هو سياسي، ومحام، وقاض من الولايات المتحدة الأمريكية ولد في هنتسفيل، ألاباما.
وهو عضو في الحزب الديمقراطي الأمريكي .

## التعليم
تعلم في جامعة جورجيا.